# Felipe Arriaga
Felipe Arriaga (eigentlich José Luis Aguilar Oseguera, * 27. September 1937 auf dem Rancho El Pitayo, Cotija de La Paz; † 3. November 1988 in Mexiko-Stadt) war ein mexikanischer Sänger und Schauspieler.

## Leben
Arriaga wurde als eines von elf Kindern seiner Eltern geboren und verließ schon früh die Schule, um als Schuhputzer zum Lebensunterhalt der Familie beizutragen. Nach dem Umzug in die mexikanische Hauptstadt wurde Arriaga Mariachi-Sänger und arbeitete mit Don Gerardo zusammen; daneben befreundete er sich mit dem Ranchera-Sänger Vicente Fernández; beide koppelten ihre Karrieren aneinander.
Er nahm mehrere Platten auf und wirkte in etwa 20 Filmen als Schauspieler mit. 1988 wurde er erschossen, als er in einem Restaurant mit seiner Familie das Abendessen einnahm.

## Diskografie (Auswahl)
- 1978: Mexicanísimo (Sony Music Latin)
- Fina estampa
- Nuestra tradición

## Filmografie (Auswahl)
- 1982: Ahora mis pistolas hablan